# 熊本国際ロード
熊本国際ロード（くまもとこくさいロード）は、2009年と2010年に熊本県山鹿市を舞台に開催された自転車ロードレース大会である。UCIアジアツアー1.2（ワンデーレース・2級カテゴリー）。

## 概要
この大会の前身と言えるのが、2008年に開催された「ツール・ド・コリア-ジャパン」で、この大会は2007年まで行ってきた「ツール・ド・コリア」が日本との共催に移行したもので、日本ステージは山鹿市で行われた。
だが、ツール・ド・コリア-ジャパンは1回限りの単発で終了。韓国ステージは従来のツール・ド・コリアに戻り、日本ステージはその山鹿市を舞台とするワンデイレースとして新設された。それが「熊本国際ロード」である。UCIアジア1.2のグレードを与えられ、日本国内ではジャパンカップサイクルロードレースに次いで2番目となるUCIワンデイレースとして開催される。
第1回は2009年11月15日に菊鹿地区周回コースで開催。第2回は2010年10月10日に開催。
2011年は開催されず、UCIアジアツアーの日程から姿を消した。

## 大会要項
- 主催：山鹿市/日本自転車競技連盟
- 主管：熊本国際ロード実行委員会
- 後援：熊本県/外務省/経済産業省/文部科学省/日本体育協会/日本オリンピック委員会/JKA/全国競輪施行者協議会/日本自転車競技会/日本競輪選手会/全国競輪場施設協会/日本自転車普及協会/日本プロサイクリスト協会/他
- 協力：熊本県自転車競技連盟/韓国自転車競技連盟/日本競輪選手会熊本支部/熊本県サイクリング協会/熊本県体育協会/熊本県立装飾古墳館/熊本赤十字病院/山鹿商工会議所/山鹿市商工会/山鹿温泉観光協会/菊鹿町観光協会/シクロ・イマージュ/アシアナ航空/阿部商会/山鹿太鼓保存会/他
- 協賛：熊本スバル自動車/シマノ/大塚製薬/イオン/パールイズミ/ブリヂストンサイクル/オージーケーカブト/伊藤超短波/アメアスポーツジャパン/ヴィットリアジャパン

## 歴代優勝者
- 2009年 中島康晴（ 日本）
- 2010年 宮澤崇史（ 日本）